# 固倫永安長公主
固倫永安長公主（1634年—1692年），名飛揚古。清太宗皇太极第八女，生母為孝端文皇后博尔济吉特氏。谥曰端貞長公主。

## 生平
天聰八年 (1634年) 闰八月十六日酉时出生。初封固伦公主。崇德六年 (1641年) ，公主许配给蒙古科尔沁部扎薩克土謝圖親王巴达礼之长子巴雅斯护朗。順治二年 (1645年) ，正式下嫁巴雅斯护朗
順治十四年 (1657年) 二月十五日，顺治帝赐给固伦公主等诸位姐妹金册。同时，受封固伦长公主。順治十六年 (1659年) 十二月二十四日，順治帝詔封額駙巴雅斯護朗所尚固倫公主 (白似户郎额驸固龙公主) 為昌樂長公主，惟後來改封為固伦永安长公主。
康熙二年十二月二十一日《費揚古等為外藩來貢鰉魚、豬、鹿尾行賞的題本》記，科爾沁巴雅思胡朗額駙之温貴固倫公主貢送太皇太后鰉魚一，一庹三扎，擬定賜梨二百、棗子二金斗、栗子一金斗及核桃一斗。康熙十四年二月十四日未時，聖祖御乾清門，賜予請安之永安固龍長公主下阿育什及進貢之喀喇沁部落四品台吉塔布囊賽本等人食物。康熙三十一年 (1692年) 正月，固倫永安長公主去世，享年五十九歲，谥号端贞。中國第一歷史檔案館有藏乾隆五十八年四月軍機處《科爾沁崇康固倫公主之額駙系已故土謝圖親王巴雅斯呼朗》、《固倫永安公主下嫁科爾沁緣由單》及《科爾沁等處公主封號單》。